# Запис Илића храст (Превешт)
Запис Илића храст (Превешт) се налази на парцели чији је власник Илић Селимир.

## Локација
| Општина             | Рековац                                                                     |
| Катастарска општина | Превешт                                                                     |
| Потес               | Цветковица                                                                  |
| Координате          | 43° 44′ 40″ С; 21° 01′ 54″ И / 43.744500000000002° С; 21.031600000000001° И |
| Надморска висина    | 440m                                                                        |

## Карактеристике
Дендрометријске вредности утврђене на терену и сателитским снимцима:
| Стабло                     | Храст |
| Висина стабла              | m     |
| Обим дебла                 | m     |
| Пречник крошње             | 20m   |
| Пречник дебла              | m     |
| Висина дебла до прве гране | m     |

## База записа
Запис је у оквиру Викимедија пројекта "Запис - Свето дрво" заведен под редним бројем 0382.